# Alexis Colby
(Alexis)
Alexis Colby (nata Morell, in precedenza coniugata Carrington, e successivamente Dexter e Rowan) è un personaggio della soap opera Dynasty. È interpretata da Joan Collins. Nell'omonima serie televisiva reboot del 2017 Alexis è interpretata da Nicollette Sheridan, Elizabeth Gillies e Elaine Hendrix.

## Il personaggio
Noto per essere il ruolo che ha risollevato la carriera di Joan Collins (la quale, dopo esser stata una delle dive di Hollywood più richieste negli anni cinquanta e sessanta, negli anni settanta era stata declassata ad attrice di B-movie), originariamente il personaggio di Alexis era stato proposto a diverse attrici fra cui Sophia Loren e Liz Taylor, ma entrambe lo avevano rifiutato; il ruolo venne rifiutato anche da Jane Wyman, che poco dopo sarebbe diventata la protagonista di una delle serie rivali di Dynasty, Falcon Crest.
Il primo episodio in cui Alexis fa la sua comparsa è l'ultimo della prima stagione, ma ad interpretarla è Maggie Wickman, coperta da un largo cappello con la veletta e un paio di grandi occhiali neri che impediscono di scorgerne bene i lineamenti. L'arrivo di Alexis è proprio il cliffhanger con cui si chiude questa stagione e l'apertura della seguente è lo svelamento delle sembianze del personaggio. Si narra che Aaron Spelling, produttore dello show, osservando la gestualità con cui la Collins sollevò la veletta del copricapo, diede ordine ai costumisti di farle indossare sempre dei cappelli. Nonostante il personaggio di Alexis dovesse prendere parte alla serie solo per pochi episodi, venne talmente apprezzato dal pubblico da essere promosso a co-protagonista e riconfermato nello show per nove anni.
Il personaggio estremamente perfido e politicamente scorretto di Alexis viene subito contrapposto alla più dolce e angelica Krystle Carrington e gli scontri (anche fisici) fra le due donne divennero un tema ricorrente di Dynasty. In seguito, sebbene Krystle rimase la nemesi di Alexis, al personaggio vennero opposte altre rivali fra cui Dominique Deveraux e Sable Colby. La cattiveria della signora Colby è comunque passata alla storia tanto che il personaggio viene quasi sempre ricordato come "la perfida Alexis".
Alexis è una donna egoista e avida, pronta a tutto pur di ottenere ciò che vuole. È anche una grande seduttrice.
Per l'interpretazione di Alexis, Joan Collins ha ricevuto numerosi riconoscimenti: è stata nominata sei volte al Golden Globe per la miglior attrice in una serie drammatica, vincendone uno nel 1983; ha ottenuto cinque nomination ai Soap Opera Digest Awards, vincendone due come Miglior cattiva in una soap-opera nel 1984 e nel 1985; ha vinto un People's Choice Award nel 1985 come Personaggio dell'anno; è stata nominata agli Emmy nel 1984 e nello stesso anno ha vinto un Telegatto.

## Storia
La giovane Alexis Morell viene presentata al ricchissimo Blake Carrington dall'amico comune Cecil Colby; Blake si innamora perdutamente di Alexis e la sposa appena tre settimane dopo il loro primo incontro. Nel 1955 nasce il primogenito della coppia, Adam, che tuttavia verrà rapito e di cui si perderanno le tracce. Il rapimento del bambino porta Blake ad irrigidirsi e a divenire un marito assente, ma negli anni seguenti i Carrington avranno altri due figli, Fallon e Steven.
Nel 1965 Blake scopre la moglie a letto con un suo collaboratore, Roger Grimes. Amareggiato dal tradimento, Blake caccia Alexis e la costringe a firmare un contratto in cui la donna si impegna a non avere più alcun contatto con i suoi bambini in cambio di una cospicua somma di denaro che lui le verserà annualmente. Lasciando Denver la donna nasconde all'ex marito di essere incinta e da lì a poco darà alla luce Amanda Carrington.
Nel 1981 Blake sposa in seconde nozze la sua segretaria Krystle. Poco dopo però l'uomo viene incriminato per l'omicidio colposo dell'amante di Steven, Ted Dinard, ed è costretto a subire un processo. In tribunale viene chiamata a testimoniare proprio Alexis, che racconta dettagliatamente tutta la storia del loro divorzio e quando Blake viene proclamato colpevole, la donna si insedia nel cottage di villa Filoli, imponente dimora dei Carrington. Il cottage infatti si scopre essere ancora di proprietà di Alexis, che anni prima lo aveva adibito a suo personale studio artistico.
La presenza invadente di Alexis in casa mina l'equilibrio già precario della famiglia. La donna riesce ad ottenere il supporto del figlio Steven, in lotta con il padre che non accetta la sua omosessualità, ma al contempo trova l'ostilità di Fallon. Alexis arriva anche a mettere in dubbio la paternità della figlia, insinuando il sospetto che Fallon sia frutto di un rapporto fra lei e Cecil Colby ma l'ipotesi si rivela infondata.
Successivamente Blake scopre che Alexis ha sparato un colpo di fucile per far imbizzarrire il cavallo di Krystle; ciò ha comportato la caduta della donna e la perdita del bambino che aveva in grembo, pregiudicandole inoltre eventuali gravidanze future. Questo avvenimento porta Krystle a fronteggiare fisicamente Alexis e fra le due permarrà per anni un rapporto di odio reciproco.
Qualche tempo dopo Alexis intraprende una relazione con Cecil Colby, ma l'uomo ha un attacco di cuore mentre sono a letto; Alexis riesce a sposarlo appena prima che muoia, divenendo così l'erede assoluta della fortuna di Cecil e prendendo possesso della ColbyCo Oil, la compagnia petrolifera rivale della Denver-Carrington (la società di Blake). Alexis sfrutta questo mezzo per vendicarsi finalmente dell'ex-marito.
Quando nel 1982 il bambino di Fallon viene rapito, Blake e Alexis depongono l'ascia di guerra per lanciare un appello in televisione. Il bambino viene ritrovato sano e salvo, ma Alexis coglie l'occasione per rivelare a Fallon e Steven dell'esistenza di Adam, il loro fratello rapito molti anni prima. Nel Montana intanto una donna di nome Kate Torrance rivela al nipote Michael che è lui il figlio scomparso dei Carrington e il giovane decide di recarsi a Denver per farsi riconoscere ufficialmente dalla famiglia. Inizialmente i Carrington accolgono con piacere Adam, ma il suo carattere troppo simile a quello di Alexis lo porterà a numerosi contrasti con i parenti.
Il 1984 è un anno importante per Alexis: si sposa in terze nozze con il giovane Dex Dexter e riceve la visita della figlia Amanda, che Alexis partorì pochi mesi dopo essere stata esiliata da Blake. Sebbene Alexis sostenga che Amanda è figlia di un maestro di sci con cui ha avuto una breve relazione, alla fine è costretta a rivelare che il padre di Amanda è Blake e che al momento del divorzio lei era incinta.
Nel 1986 Alexis viene rintracciata dalla sorella minore, Caress, fino a quel momento detenuta in un carcere venezuelano. Ben presto la donna scopre che Caress sta cercando di fare fortuna scrivendo un libro in cui racconta i suoi più scottanti segreti; di nascosto Alexis acquista la casa editrice e manda a monte il progetto. Poco dopo divorzia da Dex e nel 1987 sposa il misterioso Sean Rowan, che l'ha salvata da un annegamento. Sean si scopre essere il figlio del maggiordomo di villa Filioli, suicidatosi dopo aver cercato di uccidere Alexis. Il giovane vuole vendicare il padre distruggendo Alexis e i Carrington, ma viene scoperto da Dex, che lo uccide mentre cerca di sbarazzarsi di Alexis.
Negli anni seguenti Alexis cerca di sabotare le attività di Blake e con l'entrata in scena della sorellastra di Blake, Dominique, le due avranno degli scontri paragonabili a quelli che Alexis ha avuto con Krystle. Ciò si ripeterà in seguito, con l'arrivo della cugina di Alexis, Sable.
Nell'ultimo episodio della soap, durante una rissa fra Dex e Adam, Alexis viene spinta per errore dal figlio e precipita con Dex da un parapetto interno della casa. Il destino di Alexis rimane ignoto ai telespettatori per due anni, fino a quando nella miniserie conclusiva Dynasty: ultimo atto viene rivelato che Alexis è sopravvissuta alla caduta. Nella miniserie la donna è di nuovo oggetto delle attenzioni di un uomo che mira solo ad appropriarsi della sua fortuna per poi ucciderla; Alexis viene salvata da Adam e alla fine anche lei prende parte alla festa organizzata da Blake, esplicitando così che nel bene e nel male Alexis resta comunque un membro della famiglia.